# سحام الخبازيات
سُحام الخُبَّازِيَّات نوعٌ من جنس السحام المعروف بمهاجمة أنواع الفصيلة الخبازية. وهو مُمْرِض متغاير العائل، ويمكنه إكمال دورة حياته باستخدام مضيف واحد. من النباتات المتضررة من هذا السُّحام أبو طليون وخطمية وخبازة والحدال.